# Carl Overthun
Carl Overthun (* 9. Juli 1864 in Langendreer; † 24. April 1936 in Dortmund) war Berghauptmann des Oberbergamtes Dortmund.

## Leben
Nach einem Praktikum im Oberbergamtsbezirk Dortmund leistete Carl Overthun seinen Militärdienst als Einjährig-Freiwilliger beim Infanterie-Regiment 113 in Freiburg/Breisgau. Er absolvierte ein Studium in Freiburg und Berlin und kam nach den beiden Staatsexamina als Bergassessor in den Kohlebezirk Dortmund. Bevor Overthun im Jahre 1907 Oberbergrat beim Oberbergamt Dortmund wurde, war er in verschiedenen Bergrevieren beschäftigt gewesen. 1921 zum Vertreter des Berghauptmanns in Dortmund bestellt, erhielt er am 2. Mai 1923 die Ernennungsurkunde zum Berghauptmann des Oberbergamtes Dortmund. In dieser Funktion blieb er bis zu seiner Pensionierung am 1. Oktober 1929.